# Lac Gavkhouni
Le lac Gavkhouni (en persan : مانداب گاوخونی / Mândâb-e Gâvxuni) est un lac d'Iran situé près d'Ispahan, dans lequel se jette la rivière Zayandeh Roud.

## Géographie

Bassin du système Zayandeh Roud- Gavkhouni au sein du Bassin du plateau central iranien

Le lac Gavkhouni a une salinité de 315‰ et une profondeur moyenne de 1 mètre.

## Cinéma
Ce lac est aussi le titre d'un film de Behruz Afkami Samadi sorti en 2004 : Gavkhouni (the river's end),.